# Подземни свет (филм из 2003)
Подземни свет (енгл. Underworld) амерички је акциони хорор филм из 2003. године. Режију потписује Лен Вајзман, по сценарију Денија Макбрајда. Први је део филмског серијала Подземни свет, а усредсређује се на тајну историју вампира и лајкана. Главне улоге тумаче: Кејт Бекинсејл, Скот Спидман, Мајкл Шин, Шејн Броли, Ервин Ледер и Бил Нај.
Приказан је 19. септембра 2003. године. Добио је углавном негативне рецензије критичара и зарадио преко 95 милиона долара широм света, у односу на буџет од 22 милиона долара.

## Радња
Млади лекар Мајкл Корвин сведочи крвавом обрачуну две банде и не слути да то нису обичне уличне банде, него бића која живе скривена од људи: вампири и лајкани. Селена, једна од од најугледнијих чланица вампирског племена, открива да лајкани прогањају Мајкла, али не разуме зашто, будући да је он обичан смртник. Покушавајући да га заштити, Селена се заљуби у њега, иако није време за љубав, јер лајкани припремају и коначни обрачун с вампирима.

## Улоге
| Глумац         | Улога        |
| -------------- | ------------ |
| Кејт Бекинсејл | Селена       |
| Скот Спидман   | Мајкл Корвин |
| Бил Нај        | Виктор       |
| Мајкл Шин      | Лусијан      |
| Шејн Броли     | Крејвен      |
| Ервин Ледер    | Синџ         |
| Софија Мајлс   | Ерика        |
| Роби Џи        | Кан          |
| Кевин Гревију  | Разе         |
| Зита Герег     | Амелија      |
| Скот Макелрој  | Сорен        |
| Вентворт Милер | Адам Локвуд  |